# Шпола (станция)
Шпола — промежуточная грузопассажирская железнодорожная станция на линии Цветково — Христиновка Одесской железной дороги.
Находится в городе Шпола Шполянского района Черкасской области Украины.

## История
Станция в местечке Шпола Звенигородского уезда Киевской губернии Российской империи была построена в 1874—1876 годы, открыта 23 ноября 1876 года и изначально относилась к Фастовской железной дороге.
При железнодорожной станции была оборудована телеграфная станция, а позднее построены склады.
До 1891 года станция являлась конечной, в дальнейшем железнодорожная линия была проложена до Христиновки.
Во время гражданской войны в марте 1918 года селение и станцию оккупировали австро-немецкие войска, которые оставались здесь до ноября 1918 года.
В ходе боевых действий Великой Отечественной войны и немецкой оккупации в 1941—1944 гг. станция пострадала (27-28 января 1944 года в ходе Корсунь-Шевченковской наступательной операции подвижные отряды 1-го и 2-го Украинских фронтов встретились в Звенигородке и Шполе, замкнув кольцо окружения вокруг немецкой группировки, и бои в районе Шполы приняли ожесточённый характер).
Во время боя за Шполу танк Т-34 «Свердловский комсомолец» (бортовой номер 214) из 155-й танковой бригады первым прорвался к станции и перекрыл путь трём находившимся на станции и подготовленным к отправке в тыл немецким эшелонам с боеприпасами.

## Дополнительная информация
- в здании железнодорожного вокзала находится фельдшерский пункт станции Шпола.